# Eibleck
De Eibleck is een berg in de deelstaat Salzburg, Oostenrijk. De berg heeft een hoogte van 2354 meter. 
De Eibleck is onderdeel van het bergmassief Hochkönig, dat weer deel uitmaakt van de Berchtesgadener Alpen.